# 1036
Évszázadok: 10. század – 11. század – 12. század
Évtizedek: 980-as évek – 990-es évek – 1000-es évek – 1010-es évek – 1020-as évek – 1030-as évek – 1040-es évek – 1050-es évek – 1060-as évek – 1070-es évek – 1080-as évek
Évek: 1031 – 1032 – 1033 – 1034 –  1035 – 1036 – 1037 – 1038 – 1039 – 1040 – 1041

## Események
- Go-Szuzaku japán császár trónra lépése.
- Hitvalló Eduárd sikertelen kísérlete az angol trón megszerzésére (1042-től király).

## Halálozások
- május 15. – Go-Icsidzsó japán császár (* 1008).
- június 13. – Az-Zahir, a hetedik fátimida kalifa. (* 1005).
- augusztus 25. – Pilgrim kölni érsek.